# (31603) 1999 GQ3
1999 GQ3 (asteroide 31603) é um asteroide da cintura principal. Possui uma excentricidade de 0.14328870 e uma inclinação de 7.40638º.
Este asteroide foi descoberto no dia 10 de abril de 1999 por Charles W. Juels em Fountain Hills.